# FSO Syrena Sport
FSO Syrena Sport – prototyp polskiego samochodu sportowego, zbudowany pod koniec lat 50. XX wieku w Fabryce Samochodów Osobowych w Warszawie. Miał charakter studium możliwości stylistycznych i technicznych fabryki i nie wiązano z nim planów produkcyjnych. Samochód uznaje się za jedną z najważniejszych legend polskiej motoryzacji.

## Historia
Jedyny egzemplarz samochodu powstawał w latach 1957-1960. Jego twórcami byli:
- Cezary Nawrot - główny projektant, nadwozie
- Stanisław Łukaszewicz – główny konstruktor
- Władysław Skoczyński, Andrzej Zatoń – silnik
- Władysław Kolasa – nadwozie
- Antoni Drozdek – zawieszenie
- Mirosław Górski, Jerzy Dembiński, Leszek Dubiel, Antoni Dworakowski – podwozie i komponenty podwozia, montaż końcowy
- Jerzy Roman – mechanizm zmiany biegów
- Zbigniew Grochowski – dokumentacja nadwozia

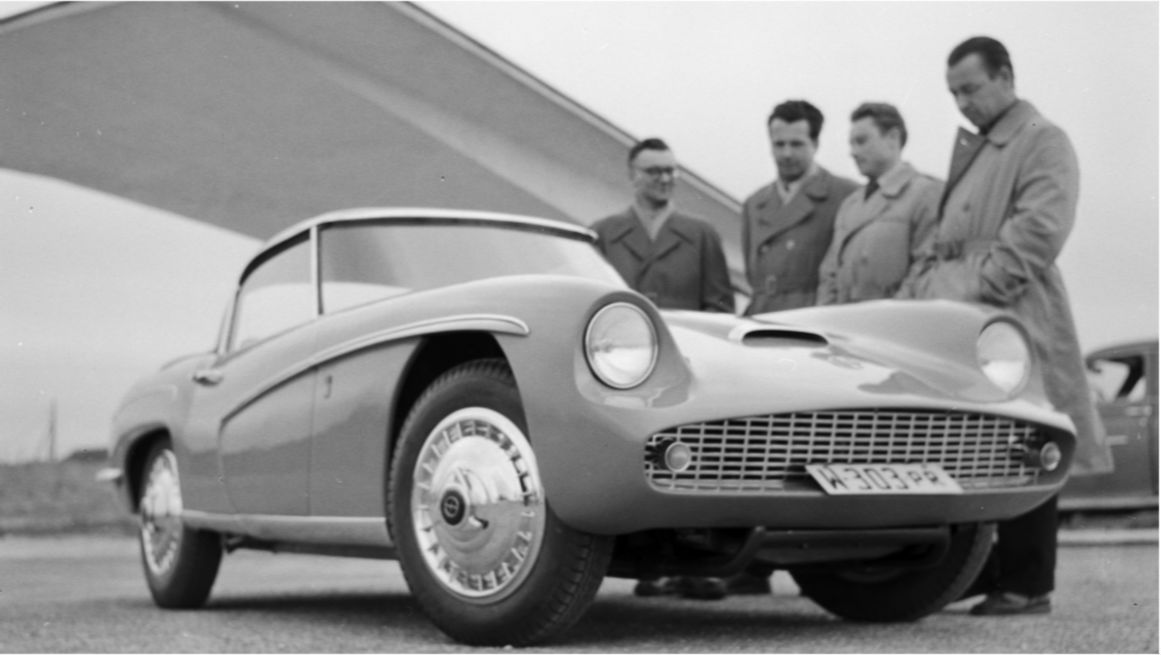
Syrena Sport i jej twórcy na torze doświadczalnym FSO. Od lewej: konstruktor Stanisław Łukaszewicz, twórca silnika Władysław Skoczyński, projektant Cezary Nawrot, kierowca doświadczalny Ryszard Brenek

Według pierwotnych założeń, Syrena Sport nigdy nie miała wejść do produkcji seryjnej. Samochód powstał jako platforma testowa dla szeregu rozwiązań, technologii i podzespołów przewidzianych dla modernizacji produkowanej seryjnie od 1955 roku klasycznej Syreny.
Pojazd powstał dzięki inż. Stanisławowi Łukaszewiczowi, który po przeczytaniu artykułów o budowaniu samochodów z tworzyw sztucznych wpadł na pomysł stworzenia z podobnych materiałów polskiej konstrukcji. Złożył on wniosek u głównego konstruktora Karola Pionniera o zgodę na zbudowanie na podwoziu Syreny prototypu z tworzyw sztucznych oraz wykonanie próbnych modeli wzorcowych z żywic poliestrowych, co było pierwszą taką próbą w FSO.
Cezary Nawrot celowo zaprojektował maskę samochodu tak, aby uniknąć zamontowania w nim seryjnego, rzędowego silnika dwusuwowej Syreny 100. W efekcie możliwe było jedynie wykorzystanie dostępnego, prototypowego, czterosuwowego i dwucylindrowego silnika typu bokser konstrukcji Władysława Skoczyńskiego i Andrzeja Zatonia. Wbrew rozpowszechnionej opinii, silnik ten nie posiadał komponentów wewnętrznych identycznych z silnikiem Panharda Dyna – oprócz układu, łączył go z nim jedynie osprzęt silnika, który przeniesiono z dostępnego egzemplarza Panharda dla uproszczenia procedury testowej. Zakładana moc wynosiła ok. 50 KM, jednak w rzeczywistości prototypowy silnik osiągał około 35 KM, lecz nie zachowały się wyniki badania na hamowni.
Kolejną nowością było podwozie oparte na samonośnej płycie podłogowej, którego głównym konstruktorem był inż. Stanisław Łukaszewicz – w tym czasie klasyczna Syrena budowana była nadal na tradycyjnej ramie podłużnicowej. Nowe było także niezależne tylne zawieszenie konstrukcji Antoniego Drozdka, z wahaczami wleczonymi łożyskowanymi tulejami z tworzyw sztucznych w poprzecznej belce. Elementami resorującymi były wspawane wewnątrz belki pakiety skrętne wykonane z czterech złożonych płasko resorów z samochodu Warszawa. Wykonano i zamontowano w Syrenie Sport także kilka innych nowych rozwiązań, w tym: pierwszy w historii FSO system zmiany biegów w podłodze konstrukcji Jerzego Romana, oraz hydrauliczny napęd sprzęgła. Pierwszy z nich okazał się być bardzo skuteczny, drugi natomiast sprawiał problemy podczas jazd próbnych.
Samochód był projektowany jako kabriolet, ale ze względu na niewystarczająca sztywność płyty podłogowej, która powstała z myślą o nadwoziu zamkniętym, dach przyspawano na stałe.
Zespół młodych inżynierów miał dużą swobodę w realizacji swoich aspiracji, przy czym sporą część prac nad Syreną Sport wykonywano poza obowiązkowym czasem pracy w czynie społecznym. Główny projektant Cezary Nawrot wspominał o inspiracji stylistyką różnych modeli Ferrari oraz Mercedesem 190SL.
Wybudowano tylko jeden egzemplarz samochodu, w kolorze czerwonym z połyskliwie czarnym dachem.
Po prezentacji samochodu w ramach tzw. „czynu majowego” fabryki, w dniu Święta Pracy 1 maja 1960 roku, samochód stał się sensacją i był szeroko opisywany w polskiej prasie motoryzacyjnej, szczególnie w tygodniku „Motor”. Co najmniej raz materiał informacyjny o Syrenie Sport był emitowany w Dzienniku Telewizyjnym, wzmianka oraz zdjęcie samochodu pojawiły się w prestiżowym szwajcarskim roczniku branży samochodowej „L’Année Automobile 1960-61”. 30 maja 1960 r. włoski dziennik „Il Giorno” zamieścił na swoich łamach artykuł mówiący o Syrenie Sport, w którym została ona nazwana „najpiękniejszym autem zza żelaznej kurtyny”.
Kilka dni po prezentacji pojazd wydelegowano do testów, które ujawniły wiele naturalnych wad prototypu, ale i niespodziewane zalety, jak choćby pewne prowadzenie (kierowcą testowym był Józef Michalik). Początkowo osiągi były zaskakująco niskie. Ważąca nieco ponad 700 kilogramów Syrena Sport rozpędzała się zaledwie do 60–65 km/h. Okazało się, że przyczyną był źle zamontowany pedał gazu, który blokował się o podłogę, nie pozwalając na pełne otwarcie przepustnicy. Po usunięciu usterki samochód osiągał prędkość maksymalną około 110 km/h.

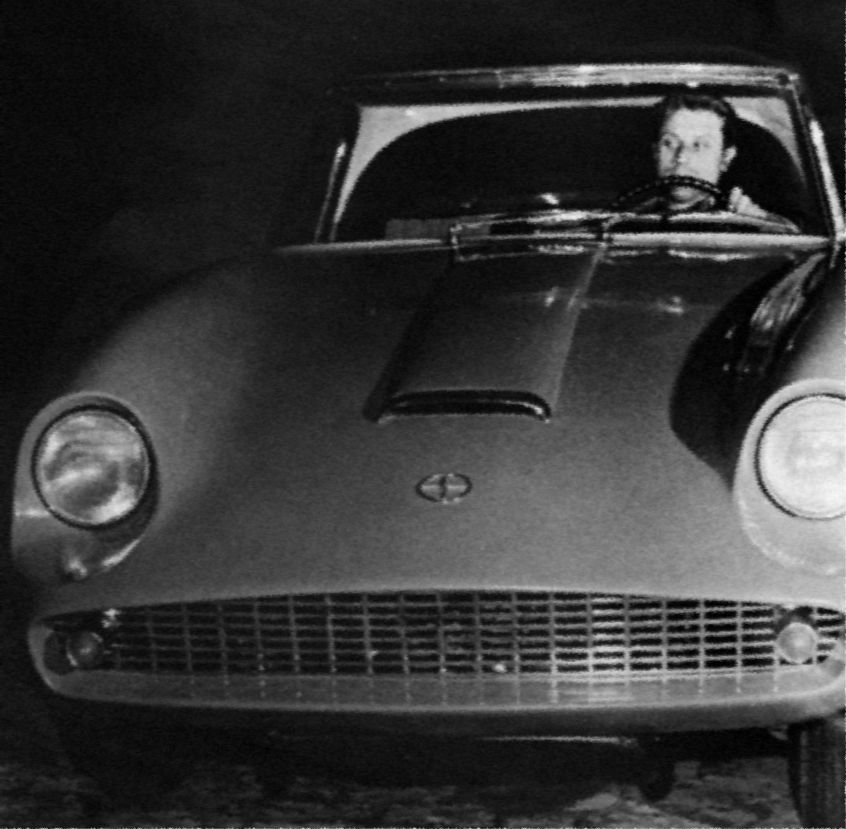
Cezary Nawrot za kierownicą Syreny Sport

Oprócz jazd próbnych na torze zakładowym FSO, pracownicy fabryki testowali pojazd także w normalnym ruchu ulicznym, Cezary Nawrot odbył nim m.in. podróż z Warszawy do Krakowa. Wypady takie często kończyły się mniejszą lub większą awarią. Dużym problemem okazały się szyby z pleksi, które po każdym dłuższym przejeździe wymagały polerowania.
Inaczej niż pierwotnie zakładano, polska prasa oraz opinia publiczna naciskały na rozpoczęcie produkcji Syreny Sport, choćby w krótkiej serii. Dwa państwowe zakłady, Warszawska Fabryka Tworzyw Sztucznych oraz WZS PT – Zakład Tworzyw Sztucznych w Wadowicach, zaoferowały nawet możliwość wykonywania nadwozi Syreny Sport. Stawiało to w kłopotliwej sytuacji dyrekcję FSO oraz władze, które nigdy nie wiązały z tym samochodem żadnych planów produkcyjnych. Według wielokrotnie przytaczanej, także przez projektanta pojazdu, choć nie w pełni potwierdzonej historii, premier Józef Cyrankiewicz osobiście zadzwonił do FSO z poleceniem ukrycia samochodu. Po tej interwencji wszelkie testy zakończono, a samochód trafił do magazynu Ośrodka Badawczo-Rozwojowego w Warszawie Falenicy. Do tego momentu Syrena Sport przejechała około 29 tys. km na torze FSO i w normalnym ruchu ulicznym. Mimo usterek typowych dla prototypów, samochód okazał się zasadniczo dobrze skonstruowany.
Wskutek nieprzemyślanej decyzji stojący w magazynie OBR samochód został komisyjnie zniszczony ok. 1975 roku wraz z szeregiem innych prototypów FSO dla zwolnienia przestrzeni garażowej. Według relacji projektanta pojazdu, pracownicy ośrodka próbowali ocalić prototyp.
Istniejący materiał historyczny obejmuje kilkadziesiąt czarno-białych i kolorowanych fotografii oraz plany autorstwa Zbigniewa Grochowskiego. W wielu współczesnych publikacjach Syrena Sport jest uznawana za najpiękniejszy samochód całkowicie zaprojektowany i zbudowany w Polsce.

### Dalsze działania
Prace nad silnikiem S16 kontynuowano, już bez udziału Władysława Skoczyńskiego, i powstał co najmniej jeden kolejny prototyp silnika, oznaczony symbolem S17, jednak z cylindrami i głowicami zaprojektowanymi specjalnie do tego modelu (zasadniczo różnymi od elementów z Junaka). Prace nad tym silnikiem zarzucono całkowicie wraz z powstaniem nowego, trzycylindrowego, rzędowego dwusuwowego silnika S-31 dla klasycznej Syreny.
W roku 1961 zaprezentowano prototyp zmodyfikowanej Syreny oznaczony jako „104”. Obok kilku modyfikacji, samochód posiadał niezależne tylne zawieszenie wywodzące się z rozwiązania zastosowanego w Syrenie Sport i Syrenie Mikrobus. Samochód ten nie wszedł do produkcji, a Syrena do końca produkcji w 1983 posiadała zależne zawieszenie oparte na poprzecznym resorze piórowym i sztywnej belce poprzecznej.

## Konstrukcja pojazdu
FSO Syrena Sport to dwudrzwiowe coupé z nadwoziem wykonanym z tworzyw sztucznych, opartym na stalowej, samonośnej płycie podłogowej. Źródłem napędu był nowo skonstruowany czterosuwowy, dwucylindrowy, chłodzony powietrzem silnik typu Boxer z aluminiowym korpusem nazwany S16. Żeliwne cylindry, tłoki i zmodyfikowane aluminiowe głowice były elementami z silnika S03 motocykla SFM Junak. Prototypowy silnik otrzymał osprzęt (gaźniki, zapłon, pompa paliwa) z francuskiego samochodu Panhard Dyna Z i przy pojemności 698 cm³ osiągał moc ok. 35 KM przy 5000 obrotów.
Jednostkę napędową umieszczono przed przednią osią, napędzała ona koła przednie za pomocą czterostopniowej skrzyni biegów identycznej jak w modelu Syrena 100, z której przeniesiono także zawieszenie przednie (niezależne z pojedynczym, poprzecznym resorem piórowym, dolnymi wahaczami poprzecznymi oraz hydraulicznymi amortyzatorami obustronnego działania), które zmodyfikowano ze względu na wymiary Syreny Sport i nisko przebiegająca linię maski. Specyficzne dla pojazdu było zawieszenie tylnych kół, oparte na wahaczach wleczonych, drążkach skrętnych i niemal poziomo umieszczonych hydraulicznych amortyzatorach, oraz hydrauliczny napęd sprzęgła i mechanizm zmiany biegów w podłodze.

### Wyposażenie
Dla zmniejszenia kosztów korzystano z podzespołów seryjnej Syreny i Warszawy oraz innych dostępnych materiałów. Reflektory przednie (symetryczne) pochodziły z Warszawy, podobnie jak koło kierownicy, przełączniki, zegar i prędkościomierz. Wycieraczki zapożyczono z seryjnej Syreny, listwy ozdobne uformowano z tych produkowanych w FSO. Samochód nie posiadał ogrzewania, wentylacji i spryskiwaczy przedniej szyby, nie miał też przedniego zderzaka, a tylny wykonano specjalnie dla niego z chromowanego metalu. Chromowane kołpaki pochodziły ze zbudowanego we Włoszech przez firmę Ghia prototypu samochodu FSO Warszawa. Całkowicie od nowa zaprojektowano i wykonano tablicę rozdzielczą oraz tylne światła, zaś siedzenia własnoręcznie zbudował projektant samochodu, inż. Nawrot. Dźwignię hamulca ręcznego zamontowano pośrodku płyty czołowej.

## Rekonstrukcje

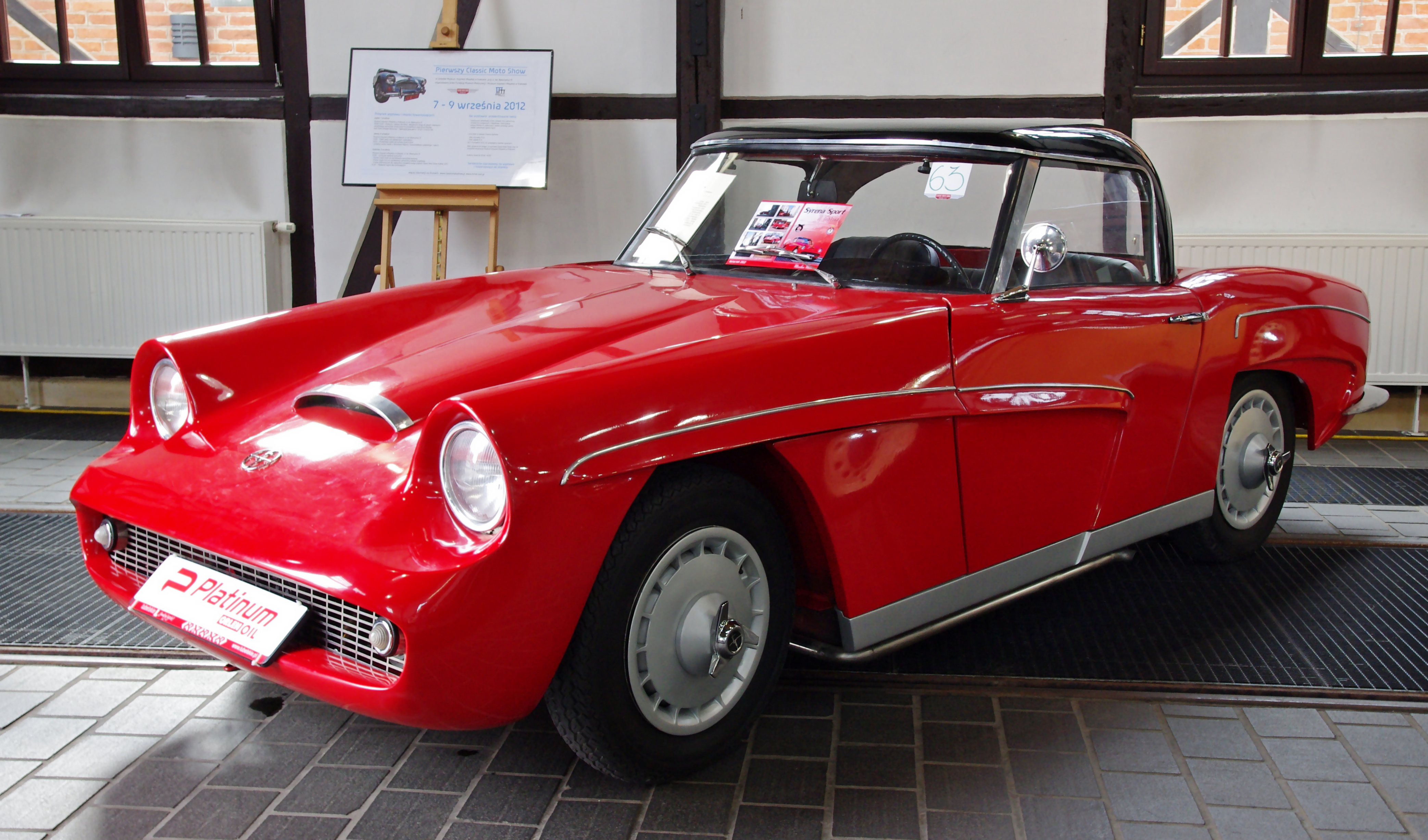
Replika Mirosława Mazura podczas Moto Show w Krakowie w 2012 roku

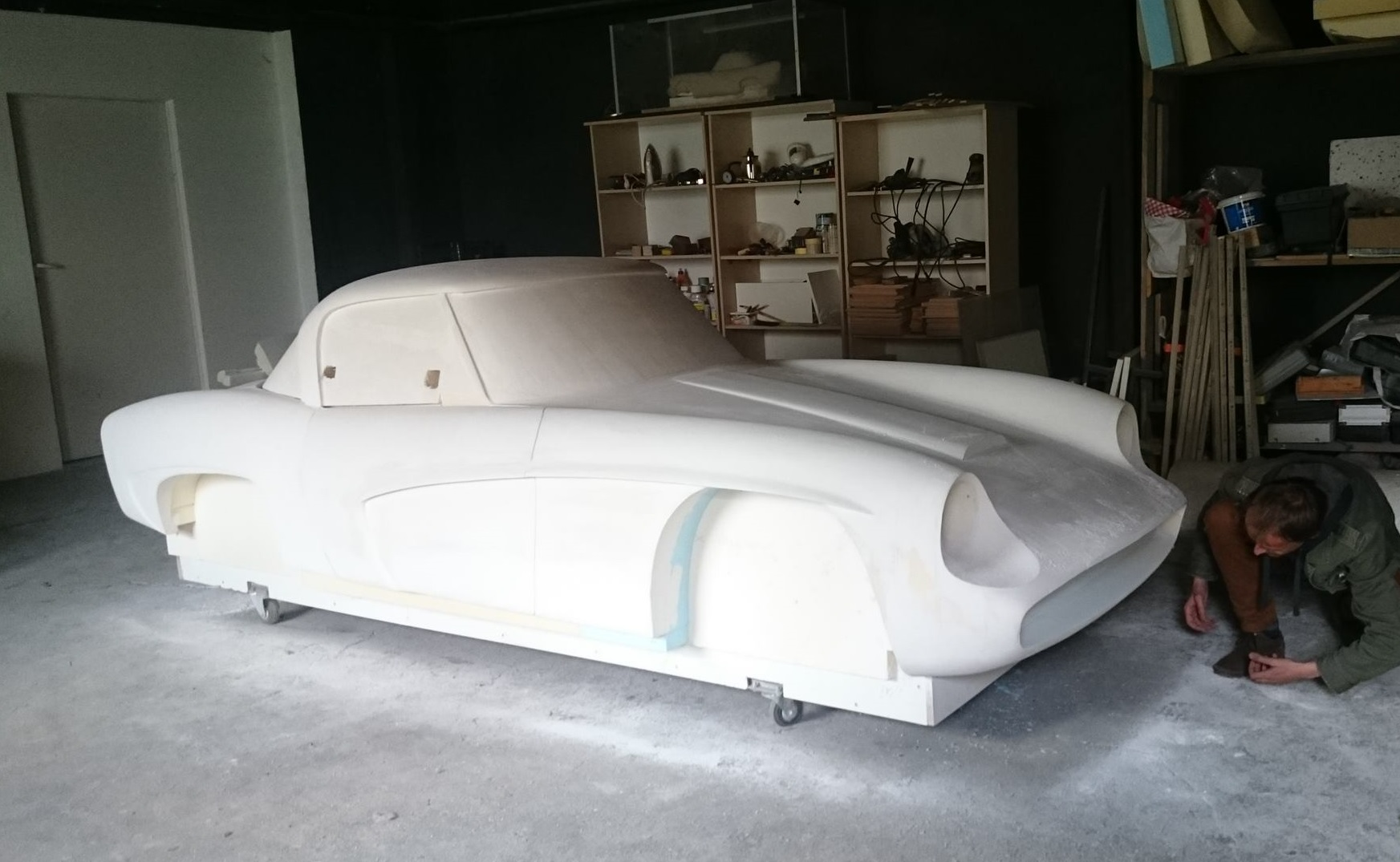
Rekonstrukcja bryły nadwozia w skali 1:1 zrealizowana przez Fundację im. prof. Cezarego Nawrota

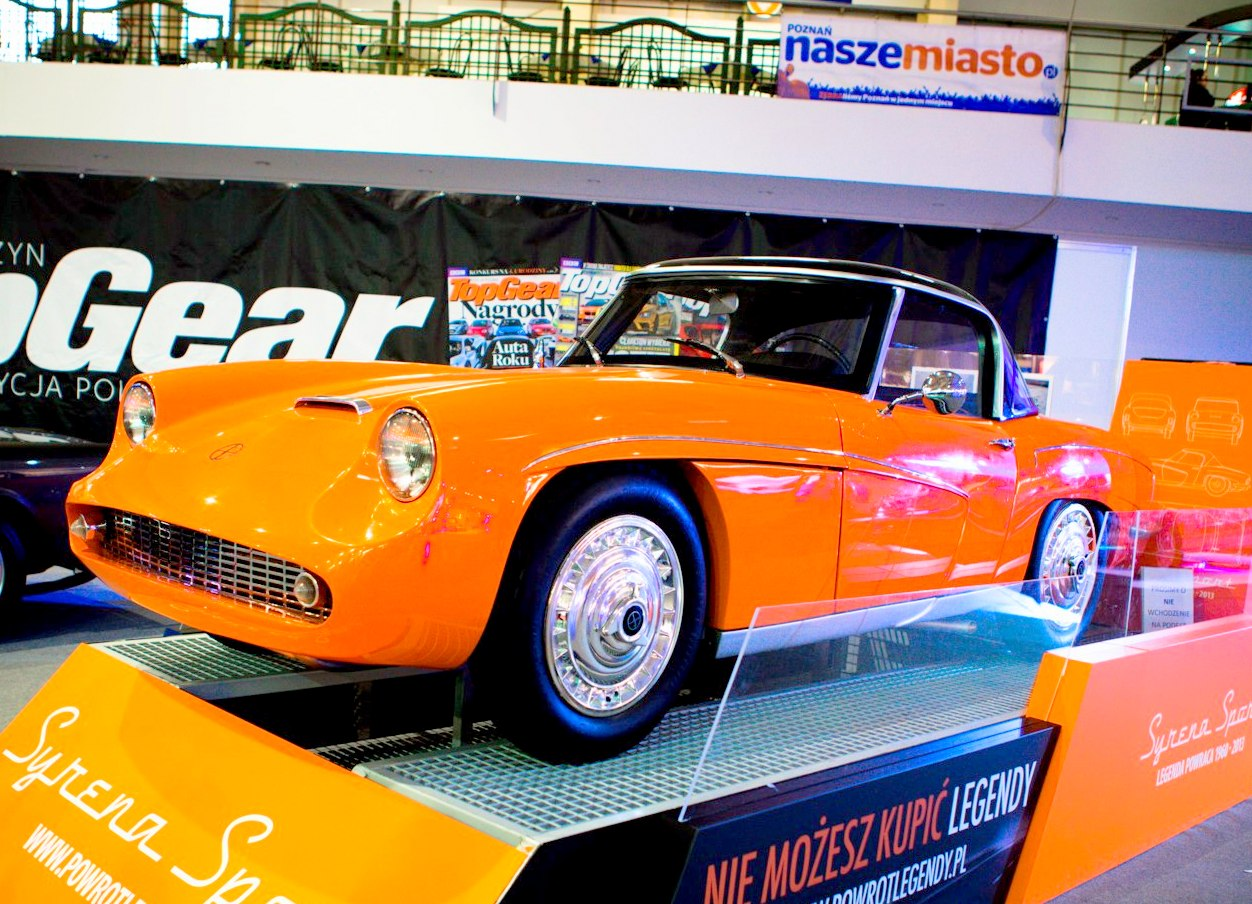
Replika Syreny Sport podczas Motor Show w Poznaniu w 2013 roku

Syrena Sport wśród miłośników polskiej motoryzacji stanowi pewnego rodzaju legendę. Podjęto kilka prób odbudowy tego prototypu:
- Replika Mirosława Mazura

Pierwszą jeżdżącą replikę Syreny Sport stworzył mieszkaniec Dominowa pod Lublinem, Mirosław Mazur, inżynier i mechanik. Samochód został zbudowany z wykorzystaniem podzespołów Syreny 105. Silnik pochodzi z samochodu Panhard PL17. Ta jednostka napędowa wywodzi się z konstrukcji zastosowanej w samochodzie Panhard Dyna Z, z której pochodził osprzęt silnika S-16 oryginalnej Syreny Sport. Nadwozie jest wykonane z laminatu, jest lakierowane na czerwony kolor i posiada czarny zdejmowany dach typu hard-top. Podwozie jest próbą nawiązania do konstrukcji płytoramowej na podstawie dostępnej dokumentacji rysunkowej niezrealizowanego projektu półsamonośnego podwozia dla podstawowego modelu Syreny. Samochód został oficjalnie zaprezentowany w 52. rocznicę premiery tj. 1 maja 2012 roku.
- Rekonstrukcja realizowana przez Fundację im. prof. Cezarego Nawrota

To przedsięwzięcie opiera się o odnalezione fragmenty oryginalnego projektu, archiwalne fotografie, konsultacje inżynierów pracujących przy przedprototypie i wykonany na podstawie tych źródeł model 3D nadwozia, podwozia, wnętrza i silnika. Rekonstrukcję patronatem objęły Muzeum Techniki w Warszawie, Muzeum Motoryzacji w Warszawie oraz Muzeum Techniki i Komunikacji w Szczecinie. W trakcie prac rekonstrukcyjnych trwających od drugiej połowy pierwszej dekady XXI wieku autorzy rekonstrukcji powołali fundację, która ma pomóc w dokończeniu przedsięwzięcia, opracowaniu dorobku swojego patrona i ochronie dziedzictwa polskiej myśli technicznej w dziedzinie motoryzacji. Gotowy jest model bryły nadwozia w skali 1:1 wykonany w naturze.
- Replika powstała w ramach działań promocyjnych Wódki Żołądkowej Gorzkiej

Replika ta jest jedynie wizualną rekonstrukcją nadwozia. Zbudowano ją w oparciu o podzespoły samochodu Triumph Spitfire, wydłużonego o 18 cm. Nadwozie jest efektem komputerowej rekonstrukcji na bazie materiału fotograficznego i planów modelarskich Syreny Sport. Samochód został zaprezentowany podczas jubileuszowego 50. Rajdu Barbórka w 2012 r. podczas którego za kierownicą pojazdu siedział kierowca rajdowy Leszek Kuzaj. W odróżnieniu do oryginału posiada nadwozie w kolorze pomarańczowym, odpowiadającym identyfikacji wizualnej promowanego produktu, podwozie oparte na ramie, napęd na tylną oś, silnik czterocylindrowy, rzędowy. Replika ta w tej chwili najbardziej odzwierciedla wizualnie Syrenę Sport z roku 1960.
- Replika Piotra Czołnika i Krzysztofa Pazury

Replika została zbudowana w oparciu o podzespoły Fiata Cinquecento oraz samodzielnie wykonaną ramę.
- Replika realizowana przez zespół „Projekt Syrena Sport”

Budowany jest też statyczny model Syreny Sport. Twórcy projektu postawili sobie za cel wierne odwzorowanie karoserii. Tworzą również komputerowy model silnika Syreny Sport.